# Celsi
I Celsi furono una famiglia patrizia veneziana.

## Storia
Tradizionalmente ritenuta di origine ravennate, è documentata a partire dal 1122 quando, nel patto concluso con i Baresi da Domenico Michiel, figura anche il nome di Vitale Celsi (1122). Successivamente si ritrovano un Paolo, che nel 1178 fu tra gli elettori del doge Orio Mastropiero; un Pietro, che nel 1202, nel corso della riconquista di Zara guidata da Enrico Dandolo, era sopracomito di galea; Nicolò, morto nel 1277, procuratore di San Marco nel 1268.
A parte questi nomi, la famiglia fu quasi estranea alla vita pubblica veneziana e l'elezione di Lorenzo a doge (1351), dopo una folgorante carriera politica e militare, fu un fatto inaspettato. Non è un caso se suo padre Marco ottenne la nomina a procuratore di San Marco dopo la nomina del figlio (1363).
In seguito i Celsi tornarono in secondo piano. Si distinsero ancora i fratelli Giacomo, Giovanni e Bartolomeo, che presero parte alle varie operazioni militari culminate nella battaglia di Lepanto (1571) e con altri esponenti che ricoprirono cariche amministrative come Marcantonio, conte e capitano di Sebenico (1708) e poi provveditore di Veglia (1714) e Marino, provveditore di Salò (1708). Si estinsero con la morte di Francesco Maria Celsi, nel 1789.

## Membri illustri
- Lorenzo Celsi (anni 1310 - 1365), politico, militare e ambasciatore, doge dal 1351
- Bartolomeo Celsi (1534 - 1570), funzionario e militare

## Luoghi e architetture
- Palazzo Celsi, a Castello.